# Nagadeba celenoalis
Nagadeba celenoalis är en fjärilsart som beskrevs av Walker 1858. Nagadeba celenoalis ingår i släktet Nagadeba och familjen nattflyn. Inga underarter finns listade i Catalogue of Life.